# Música folclórica de España
Una serie de ritmos extendidos por toda la península que, con el tiempo variaron haciéndose distintos en cada región o desaparecieron en algunas y quedaron como particulares de las otras, como es el caso de la jota, que mucha gente cree particular de Aragón, siendo una danza que se interpreta en casi toda la península. En general, las manifestaciones entendidas como música folclórica o de transmisión tradicional tienen orígenes en el período entre 1800 y 1950. Son contadas las ocasiones en que es posible trazar orígenes barrocos o renacentistas como es el caso de algunas danzas ligadas a rituales religiosos. Si atribuir inicios medievales a determinados repertorios es ya aventurado, el pretender orígenes griegos, ibéricos, célticos o fenicios denota ignorancia o falta de profesionalidad musicológica.
Entre los tipos más importantes hay que destacar el cante hondo, cante jondo o flamenco, la copla, el cuplé, el fandango, la isa canaria, la jota, la muñeira, los paloteos o balls de bastons, el pasodoble, las pardiscas, la rebolada, la sardana, los verdiales y la Danza Prima,  Zarzuela.

## Andalucía
Aunque su música más conocida sea el flamenco, Andalucía posee una música folclórica muy importante: fandango (incluyendo el peculiar fandango de Huelva), granadínos, malagueñas, saeta, sevillana, seguidillas, soleares, tango, etc. También hay que citar la importancia de la extensión del romancero popular, así como el cancionero tradicional, ya sea profano (cantos de trabajo, infantiles, carnaval..) o religioso, como de un cuerpo de danzas populares muy variado e interesante.
Instrumentos propios son la flauta y el tamboril, la Guitarra y las Castañuelas de la Andalucía occidental y como agrupación es de destacar la panda de Verdiales (rondalla de cuerdas pulsadas, violín y percusiones) de Málaga.
Desde los años 80 se ha producido una importante renovación de las músicas tradicionales en Andalucía con las aportaciones de diferentes formaciones como Grupo Folk Migas, Andaraje, Almadraba, Lombarda, Aliara, Contradanza, etc.
Además se cuenta en la Comunidad Andaluza con importantes festivales centrados en la música folk y étnica como Etnosur (Alcalá La Real, Jaén), Parapanda folk (Íllora, Granada), Cita con la música folk de Jódar (Jaén), Muestra de música tradicional de Pozoblanco (Córdoba)...
En el plano musical, la Andalucía Oriental y la Región de Murcia se asemejan bastante.
Por otro lado la música sefardí continúa siendo cultivada por artistas como Aurora Morena, Luis Delgado y Rosa Zaragoza.

## Aragón
La música aragonesa se caracteriza por un ritmo percusivo denso, al que algunos atribuyeron origen norteafricano (bereber).
El guitarro, una pequeña guitarra que también se puede encontrar en la Región de Murcia, pudiera ser de origen aragonés.
La jota, actualmente extendida por todo el país, pudo tener su origen en el sur de Aragón. Los instrumentos empleados en la jota incluye las castañuelas, panderetas, bandurrias y flautas.
Entre los bailes populares destacan los paloteos (palotiaus) y dances (bailes rituales), acompañados con instrumentos tradicionales como dulzaina, gaita de boto, chiflo y salterio o chicotén, y trompa de Ribagorza.
Además, con todos los instrumentos anteriormente mencionados, pueden interpretarse temas bailables populares en todo Aragón: vals, polca, mazurca, jota, pasodoble, etc.
Las tamborradas del Bajo Aragón como la de Calanda son celebraciones de gran renombre y atractivo turístico.
Hay gran variedad de grupos folk en Aragón. Entre ellos La Ronda de Boltaña, Biella Nuei, La Orquestina del Fabirol, Los Dulzaineros del Bajo Aragón, Zicután, La Birolla y Lurte. Gracias a ellos se está recuperando una música tan nueva como antigua y que llegó a ser casi completamente engullida por la popular Jota aragonesa.

## Galicia, Asturias y Cantabria

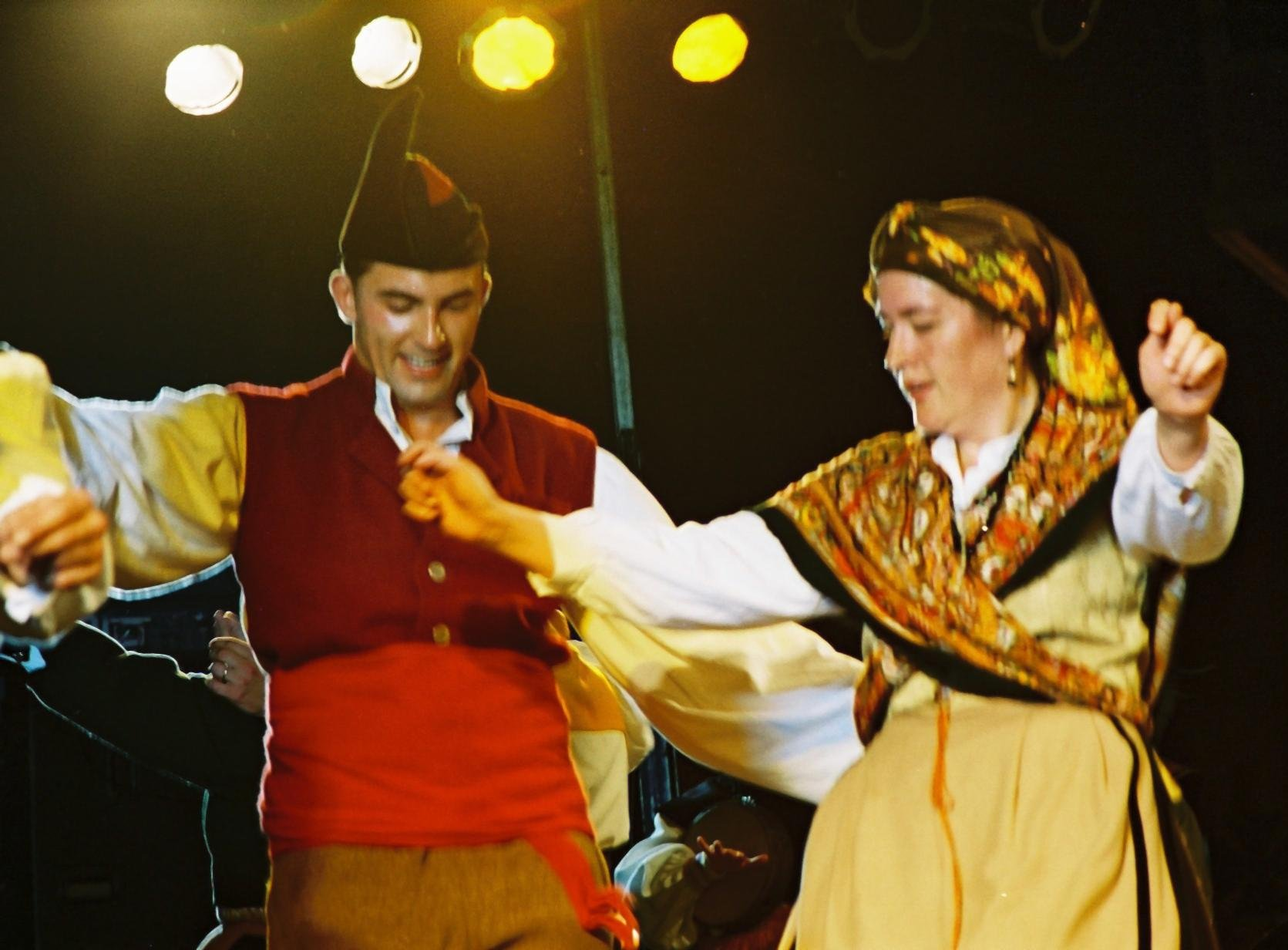
Pareja de baile tradicional asturiano.

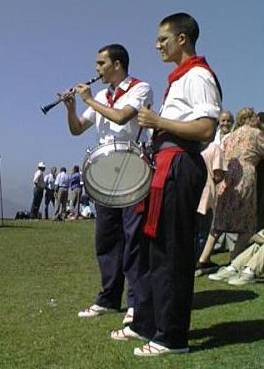
Piteros cántabros.

El noroeste de España (Galicia, Asturias y Cantabria) alberga una rica tradición de música para gaita que algunos conectan con la música celta, debido a diferentes tradiciones culturales atlánticas muy semejantes en la zona. Hoy en día todas las lenguas de la región son derivadas del latín, pero los festivales locales que celebran la herencia céltica son muy importantes.
- En Galicia el conjunto instrumental de gaita y tamborilero constituyó una de las agrupaciones preferidas del público local. Los grupos de pandereteiras son otra agrupación tradicional característica. Una forma específica de la música gallega son los denominados alalas, canciones que algunos emparentan con el canto gregoriano que pueden contener interludios instrumentales. Aunque rítmicamente muchos de ellos se relacionan con la jota, algunos imaginativos diletantes no dudaron en atribuirles origen griego o en canciones de remo fenicias. En el ámbito folk destaca el grupo Milladoiro. El virtuoso de la gaita Carlos Núñez es reconocido mundialmente. Destaca especialmente el Festival Internacional del Mundo Celta de Ortigueira.

- En Asturias como en Galicia, las danzas circulares a un ritmo de pandereta en 6/8 son un rasgo habitual. El estilo vocal de las llamadas «asturianadas», ornamentado con abundantes melismas, recuerda el de otras zonas de la península ibérica. De Asturias provienen el famoso gaitero José Ángel Hevia y el grupo de «música céltica» Llan de Cubel, reconocidos mundialmente. Abundan los festivales como la "Folixa na Primavera (durante el mes de abril en Mieres), el Festival Intercéltico de Avilés (mes de julio en Avilés y comarca), y las recientemente introducidas «noches célticas» por toda Asturias.

- El folclore de Cantabria presenta una gran variedad a lo largo de sus valles con complicadas danzas de lanzas o paloteo, formas populares como el pericote lebaniego o jotas montañesas o religiosas como picayos. Existió una rica tradición de música vocal donde destacan la característica tonada montañesa con la voz sola o acompañada de gaita, las rondas, las mordaces coplas acompañadas por el rabel y las pandereteras. Una agrupación instrumental bastante popular es la constituida por un tamboril y un clarinete agudo denominado localmente como pitu montañés. Otros aerófonos tradicionales han sido la gaita, en expansión, y la vozaina, el silbu o los albogues ya en desuso. La música folk cántabra no ha tenido la misma proyección en el exterior que la gallega o asturiana, si bien Cantabria también vive desde la década de 1970 la corriente de recuperación con grupos como Ibio, Luétiga o Atlántica y multitud de festivales destacando el Festival Intercéltico de Orejo.

## Islas Baleares
Los xeremiers o colla de xeremiers forman una agrupación tradicional de flabiol (una flauta de cinco agujeros manejada con una sola mano) y xeremies (gaita ).
Muy influenciada por la música tradicional, la cantante Maria del Mar Bonet es una de las voces más importantes de España. Tomeu Penya, Miquela Lladó, Biel Majoral y Joan Bibiloni son también populares.

## Canarias
En las islas del archipiélago canario, las rondallas de cuerda son muy populares. El timple, un pequeño cordófono emparentado con el cavaquiño y otros guitarros de la península ibérica cuenta con intérpretes de gran virtuosismo. Características de la isla de El Hierro son las agrupaciones de pito herreño (una flauta travesera de madera) y tambores. Algunas danzas rituales de la isla de Tenerife se acompañan al son de la flauta y el tamboril tocados por un mismo músico. La música de carnaval presenta una gran influencia cubana.
Algunas danzas populares en Canarias son:
- Isa
- Seguidilla
- Tajaraste
- Baile del Candil
- Baile de Cintas
- Danza de Enanos
- El Santo Domingo
- El Tanganillo
- Folía
- Malagueña

## Castilla y León, Madrid y La Mancha
La zona ha estado abierta a diversas influencias musicales a lo largo de su historia, lo que se refleja en la extraordinaria variedad actual y dificulta cualquier estereotipo reductor, aunque las formas más autóctonas parecen ser el villancico y la seguidilla.
León y Zamora, con un sustrato lingüístico común con Miranda do Douro y Asturias, presentan incluso rasgos comunes con Galicia. La gaita se utilizó en estas zonas y en el norte de Castilla hasta inicios del siglo XX. El empleo de chifla y tamboril a cargo de un mismo intérprete cuenta con un rico repertorio tradicional, especialmente en Salamanca.
En casi toda la zona existe una vigorosa tradición de música para dulzaina y rondallas de cuerda. Entre los ritmos de danza populares se encuentran la charrada a compás de 5/8, los bailes de rueda, la jota y las habas verdes. Como en otras zonas de la península ibérica, se practican paloteos rituales. 
Aunque comparte muchos de los caracteres citados, Madrid es especialmente asociado al chotis, una danza de origen centroeuropeo que en siglo XIX se bailaba de modo característico al son de organillo.

## Cataluña
Aunque el tópico usual reduce la danza tradicional a la sardana tocada por una cobla, existe una gran variedad de palotos o baile de bastones,  ball de gitanes y cercaviles (pasacalles). El flabiol (flauta de cinco agujeros tocada con acompañamiento de tamboril por un mismo ejecutante) la dulzaina cuentan con repertorios propios. La cobla sardanística hace uso de ellos y de otros instrumentos de viento peculiares como la tibla y la tenora. El sac de gemecs, una gaita de morfología peculiar ha experimentado un renovado interés recientemente.
Las habaneras o havaneres son melodías de origen afrocubano y compás binario muy extendidas en la práctica coral. Entre las celebraciones populares con gran destaque de elementos musicales percusivos debe mencionarse la Patum de Berga.

## Extremadura
Extremadura presenta puntos comunes con Portugal, Andalucía y Castilla y León, especialmente las franjas occidentales de estas dos últimas (Andalucía occidental y el Reino de León), si bien Extremadura posee un rico folclore autóctono que hunde sus raíces en su cancionero y su romancero Existe un amplio repertorio de música de baile para flauta de tres agujeros (aquí llamada «gaita») y tamboril, así como una inagotable tradición de rondallas con cordófonos poco frecuentes. Como en otras zonas, entre los bailes se encuentran también la jota, el fandango y los paloteos. Los estilos vocales son enormemente variados y pueden oscilar entre una esquemática sobriedad y una ornamentación exuberante. Al igual que en zonas colindantes de la franja occidental, predominan las melodías en modo menor sobre las melodías en modo mayor, siendo también considerables las melodías en escala andaluza u oriental menor, lo que le otorga un aire melancólico y grave a la música extremeña, aunque en las melodías de baile no se suele dar tanto este factor. El folclore de la zona de Olivenza presenta influencia portuguesa, incluyendo el afamado baile del candil oliventino. Como en Andalucía y Murcia, el flamenco se aprecia y se cultiva, asociándose Extremadura con palos como los jaleos extremeños o los tangos extremeños. Tópicamente, solía asociarse el uso de la zambomba con Extremadura. De hecho, al igual que en Andalucía, el repertorio de villancicos y canciones de Navidad es llamativamente voluminoso.

## Región de Murcia
En esta clase de música destaca el mantenimiento del folclore vivo (que conserva su carácter popular y espontáneo) que tocan las cuadrillas de ánimas y los Auroros. En cuanto a la instrumentación, destacan los guitarros, por ser instrumentos heredados directamente del Barroco.

## La Rioja y Navarra
En La Rioja y en Navarra la manifestación folclórica más representativa es la jota, con los subgéneros de jota navarra y riojana. Los cuales, junto con la aragonesa, forma las llamadas «jotas del Ebro» ya que estas tres variedades están emparentadas entre sí. Las jotas del Ebro son unas de las más características de este género musical en España. En estas regiones se cantan con indumentaria de color blanco, pañuelo y faja roja.
En cuanto a instrumentos musicales con los que se interpreta este estilo musical, destaca entre otros la gaita navarra, popular en ambas regiones, además del acordeón.